# トーエネック
株式会社トーエネック（英: TOENEC CORPORATION）は、愛知県名古屋市中区に本社を置く中部電力グループの電気設備工事、電力関連工事、電気通信工事などを行う総合設備企業である。業務は中部電力エリアの愛知県、長野県、岐阜県、三重県、静岡県を中心に行っている。
社名のTOENECは、TOKAI ENERGY ENGINEERING and CONSTRUCTION の頭文字を繋いだものである。
マスコットキャラクターはつながルン。

## 沿革
- 1944年（昭和19年）10月1日 - 「東海電気工事株式会社」として創業[7][2]。
- 1962年（昭和37年）4月 - 名古屋証券取引所2部上場[2]。
- 1971年（昭和46年）10月 - 東京証券取引所、大阪証券取引所各2部上場[2]。
- 1972年（昭和47年）2月 - 東京、大阪、名古屋各証券取引所1部上場[2]。
- 1989年（平成元年）10月1日 - 「株式会社トーエネック」に社名変更[2]。
- 2003年（平成15年）12月 - インターネットサービスプロバイダー「i-chubu」（インターネット中部）を中部テレコミュニケーションに譲渡[8]。
- 2005年（平成17年）2月 - 大阪証券取引所上場廃止[2]。
- 2007年（平成19年）3月8日 - 株式公開買付け（TOB）により中部電力の連結子会社となる[9]。
- 2007年（平成19年）10月 - 株式会社シーテックより配電地中線に関する事業を譲受。また、トーエネックの変電・送電・工務地中線に関する事業を株式会社シーテックへ事業譲渡[2]。
- 2016年（平成28年）2月29日 - 旭シンクロテック株式会社の全株式を取得し、子会社化[10][11]。
- 2019年（令和元年）7月1日 - 子会社の株式会社トーエネックサービスが同じく子会社の株式会社フィルテックを吸収合併[2]。

## 関連会社
- 株式会社トーエネックサービス
- 旭シンクロテック株式会社
- 統一能科建筑安装（上海）有限公司
- TOENEC (THAILAND) CO.,LTD.
- TOENEC PHILIPPINES INCORPORATED
- 台湾統一能科份有限公司
- PFI豊川宝飯斎場株式会社
- 株式会社中部プラントサービス

## テレビCM

### CM出演者
- 足立梨花「快適の先へ」篇

## 提供番組
現在
- 片岡愛之助の解明!歴史捜査（BS日テレ）
- オールナイトニッポン

過去
- 笑っていいとも!増刊号（フジテレビ）